# Castellazzo de' Stampi
Castellazzo de' Stampi (AFI: /kastelˈlaʦʦo de stamˈpi/; noto anche come Castellazzo di Corbetta; Castellasc de Corbetta in milanese, AFI: [kasˌteˈlaʃ de kurˈbɛta], localmente Castillasc, AFI: [kasˌtiˈlaʃ]) è una frazione di Corbetta in provincia di Milano di 800 abitanti (2021), distante 2,37 km dal centro storico del comune di appartenenza. È sovente indicato anche con l'appellativo di Castellazzo di Corbetta, per distinguerlo dal vicino ed omonimo centro abitato di Castellazzo de' Barzi, frazione di Robecco sul Naviglio.

## Geografia fisica

### Territorio
Il borgo di Castellazzo è caratterizzato da un ambiente prevalentemente pianeggiante, tipico della Pianura padana, con avvallamenti solo nei pressi di fontanili e corsi d'acqua, prevalentemente adatto a boschi o coltivazioni, che occupano quasi i 3/4 del territorio della frazione.
Il territorio di Castellazzo confina ad ovest e a sud con Corbetta, a est con Vittuone, a nord con la località di Cascina Pobbia.
Milano è il centro di maggior rilievo più vicino da cui dista una ventina di chilometri anche se per importanza e disponibilità di servizi il centro più vicino può essere considerato Magenta.

### Geologia ed idrografia
Il terreno è geologicamente composto da terreni alluvionati terrazzati e da depositi eolici oltre che da travertini, la cui formazione è da ricondurre al Pleistocene (2,58 milioni - 11.700 anni fa).
Idrograficamente è notevole la presenza in gran quantità di risorgive naturali costituenti uno degli aspetti principali del borgo; i fontanili, che avevano un tempo ampia rilevanza economica per l'agricoltura, costituiscono oggi una delle attrazioni principali del Parco Agricolo Sud Milano.

### Sismologia
Dal punto di vista sismico Castellazzo presenta un rischio molto basso ed è stata classificata come il comune zona 4 (bassa sismicità) dalla protezione civile nazionale. Nella sua storia l'abitato ha risentito di cinque terremoti: quello del 1397 (5,37 ML), quello del 1895 (4,63 ML), quello del 2009 (2,3 ML), quello del 2011 (2,1 ML) e quello del 2013 (2,4 ML).

### Clima
Il clima di Castellazzo de' Stampi è quello continentale, tipico delle pianure settentrionali italiane con inverni freddi e abbastanza rigidi con diverse giornate di gelo, col fenomeno della nebbia, ed estati e che risentono di elevate temperature che possono superare i 30 °C e con l'umidità che può raggiungere l'80% causando quel fenomeno di caldo umido comunemente chiamato "afa". L'umidità non è comunque presente solo d'estate, ma è molto elevata tutto l'anno. I dati provenienti dalla vicina stazione meteorologica di Milano Malpensa, ad ogni modo, indicano, in base alla media trentennale di riferimento (1961-1990) per l'Organizzazione Mondiale della Meteorologia, che la temperatura media del mese più freddo, gennaio, si attesta attorno a -4 °C; quella del mese più caldo, luglio, è appena sopra i +28 °C.
La frazione appartiene col comune di appartenenza alla zona climatica E, 2563 gradi giorno. Castellazzo de' Stampi, come del resto gran parte dei comuni della Pianura Padana, soffre di scarsa ventilazione.
| Mese                        | Gen    | Feb    | Mar    | Apr    | Mag    | Giu    | Lug    | Ago    | Set   | Ott   | Nov    | Dic    | Anno |
| --------------------------- | ------ | ------ | ------ | ------ | ------ | ------ | ------ | ------ | ----- | ----- | ------ | ------ | ---- |
| Temperatura max. media (°C) | 5.4    | 8.1    | 13.0   | 17.6   | 21.8   | 26.3   | 29.2   | 27.6   | 23.9  | 17.4  | 10.6   | 6.4    | 17.3 |
| Temperatura min. media (°C) | 0.8    | 2.7    | 6.1    | 9.6    | 13.3   | 17.1   | 19.9   | 19.0   | 16.2  | 11.2  | 6.0    | 1.6    | 10.3 |
| Piogge (mm)                 | 79     | 73     | 77     | 47     | 34     | 20     | 7      | 35     | 76    | 83    | 127    | 109    | 64   |
| Umidità relativa (%)        | 86     | 78     | 71     | 75     | 72     | 71     | 71     | 72     | 74    | 81    | 85     | 86     | 66,5 |
| Eliofania assoluta (ore)    | 2.9    | 3.7    | 4.6    | 5.6    | 6.9    | 7.1    | 8.1    | 7.3    | 5.2   | 4.1   | 2.4    | 2.3    | 5    |
| Venti (dir.-nodi)           | NW 2.3 | SE 2.4 | SE 2.6 | SE 2.8 | SW 2.7 | SW 2.6 | SW 2.5 | SE 2.4 | E 2.3 | E 2.3 | SE 2.3 | NW 2.2 | 2.4  |

## Storia

### Dalle origini al Seicento

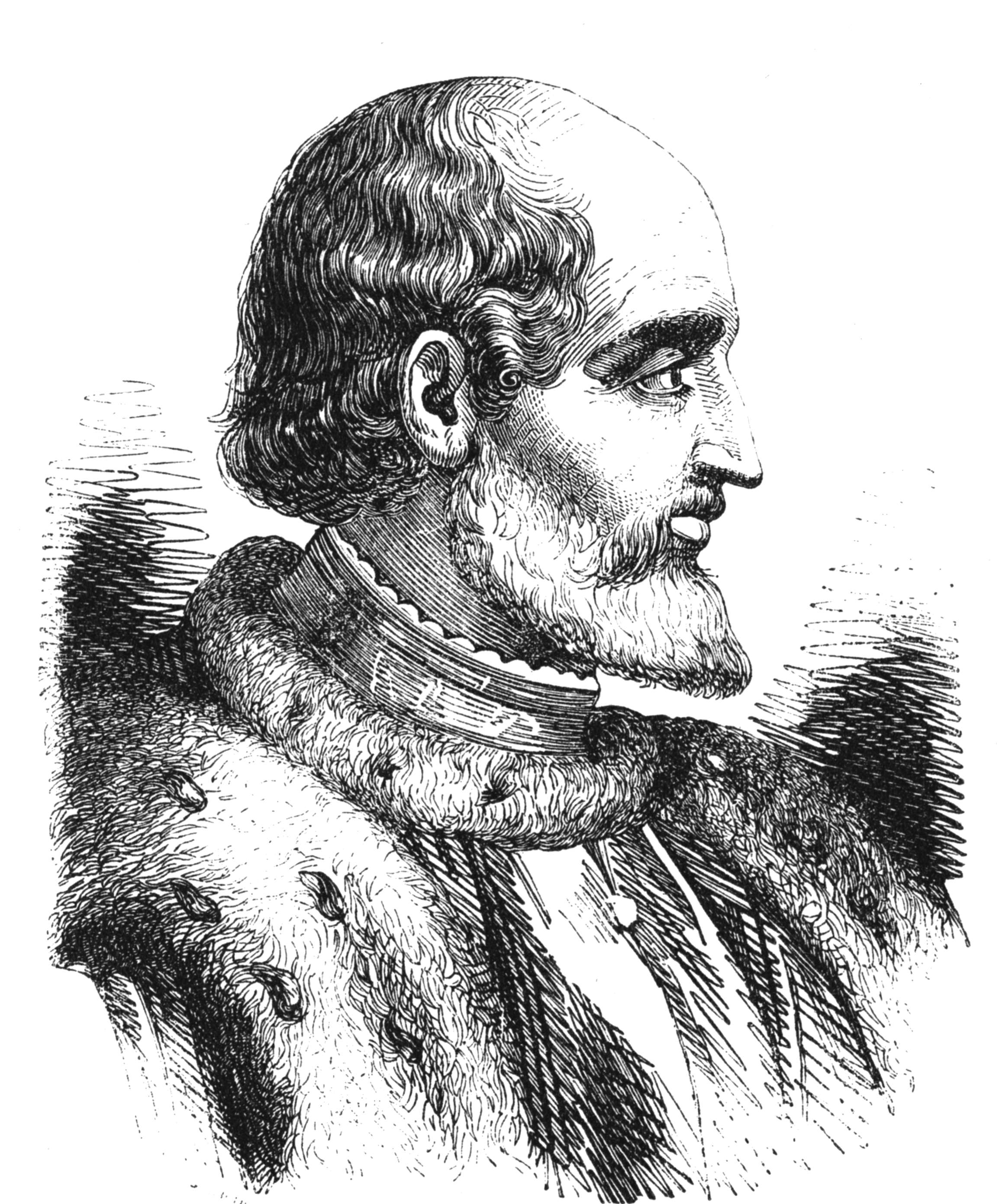
Matteo I Visconti, Signore di Milano, marito di Bonacossa Borri.

Le prime tracce di esistenza del piccolo borgo risalgono all'età celtica e poi romana, quando il territorio di Castellazzo de' Stampi era utilizzato per il pascolo degli armenti della vicina Corbetta, di cui era un Vicus.
Dopo il periodo imperiale, inizia per Castellazzo una nuova era sotto la sapiente guida della nobile famiglia corbettese dei Borri.
Grazie a questa casata, infatti, Castellazzo conoscerà in pieno medioevo un vero e proprio boom non solo economico (sviluppò un solido sistema agricolo che riuscì a persistere quasi inalterato per diversi secoli) ma anche militare.
Qui venne infatti eretta una primitiva struttura difensiva corrispondente grossomodo all'attuale Corte Grande (Curta Granda): Bonacossa, figlia di Squarcino di Lanfranco dei Borri, moglie di Matteo I Visconti, signore di Milano, era infatti originaria di queste terre e riservò la stessa Castellazzo come provvigione personale per sé e per i propri eredi, facendo quindi confluire il possedimento tra quelli dei signori e poi duchi di Milano dopo la sua morte.
Nel Quattrocento, l'area viene denotata per la forte presenza di boschi, il che consentì alla vicina Corbetta di usufruire di quantità di legname sufficienti a sviluppare non solo l'industria del legno, ma anche di incrementare la produzione del locale vino bianco.

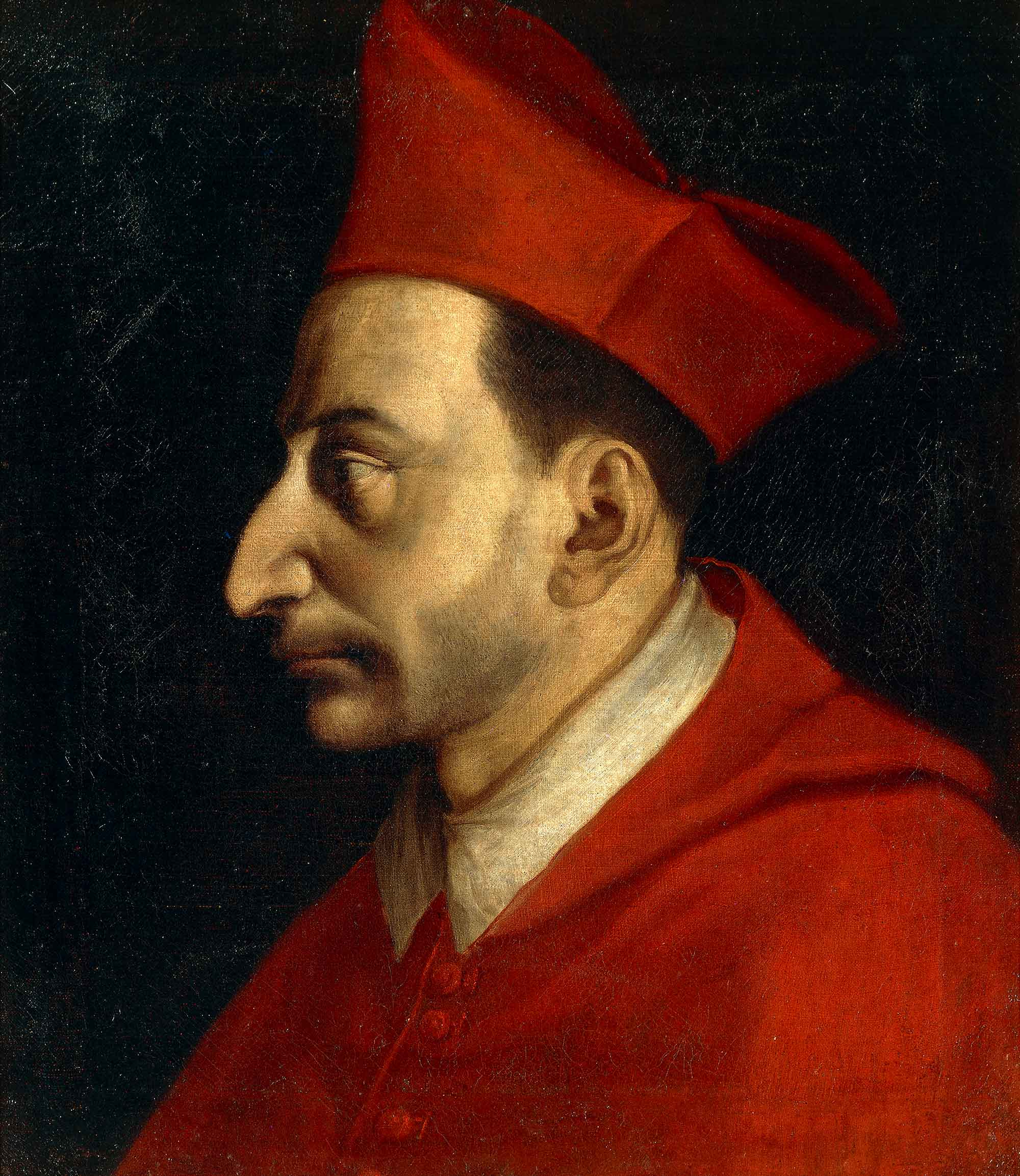
San Carlo Borromeo

Nel 1525 il borgo subì le conseguenze della peste "importata" dalle truppe dell'esercito francese, il quale era disceso in Italia con l'ammiraglio Guillaume Gouffier de Bonnivet per scacciare dal Ducato di Milano gli spagnoli insediatisi e con essi il loro beniamino, il duca Francesco II Sforza. In quello stesso anno Massimiliano Stampa, divenuto marchese di Soncino e feudatario di altri borghi del milanese, divenne proprietario anche dell'abitato di Castellazzo, che si trovava non lontano da uno dei suoi possedimenti più rilevanti, il castello di Cusago. Il comune rimarrà legato in maniera diretta alla famiglia Stampa sino al 1558 quando otterrà infine l'emancipazione dal feudo e diverrà un libero comune governato da consoli sino al XVIII secolo.
Il 22 novembre 1577 si ricorda a Castellazzo il passaggio di san Carlo Borromeo durante una sua visita pastorale, nell'intento di recarsi a Corbetta, presenza rafforzata da un'ulteriore visita risalente al 17 giugno 1581.
Con il declino del dominio spagnolo, si fece ancora forte il terrore della peste che a Castellazzo ed a Corbetta scoppiò già dal 1629, uccidendo gran parte della popolazione e costringendo molti ad arruolarsi nelle truppe spagnole di istanza nelle Fiandre per sfuggire all'imminente pericolo che andava diffondendosi nel rimanere in città.

### Il Comune di Castellazzo de' Stampi
Nei registri di censimento del Ducato di Milano, nel 1558 (il cosiddetto "Catasto Carlo V") Castellazzo de' Stampi viene indicato come abitato compreso nella pieve di Corbetta, di natura prevalentemente agricola. Nel 1751 già emerge che il comune contava una popolazione di 45 individui nel territorio, a cui venivano aggiunti gli abitanti della frazione di Cascina Pobbia che le era unita sotto l'aspetto fiscale.
Il comune era fisicamente retto da un console comunale, con le funzioni di regolare l'ordine pubblico e la gestione degli affari della comunità, aiutato in questo da un incaricato del Ducato che si preoccupava di registrare le spese annuali e procedere poi alla riscossione delle tasse (era chiamato "ragionatto milanese").
In questo periodo il comune ricadeva sotto la giurisdizione del vicario del governatore generale che si trovava nella regione del Seprio con sede a Gallarate ed ovviamente ricadeva anche sotto la giurisdizione del Podestà di Milano, presso il quale il console, ogni anno, doveva fare giuramento. Nel "Compartimento territoriale specificante le cassine" del 1751, Castellazzo de Stampi era indicato come un comune autonomo ed indipendente, mentre nell'"Indice delle Pievi e Comunità dello Stato di Milano" del 1753 si trovava compreso nei territori amministrati dal comune di Bugo (oggi frazione di Ozzero).
Nel 1757, con il Catasto Teresiano del territorio di Milano, Castellazzo de Stampi venne aggregato definitivamente al comune di Cascina Pobbia, a sua volta compreso nel territorio della Pieve di Corbetta (10 giugno 1757). Il comune di Cascina Pobbia venne compreso in quello di Corbetta nel 1880.

### Il Settecento e l'Ottocento

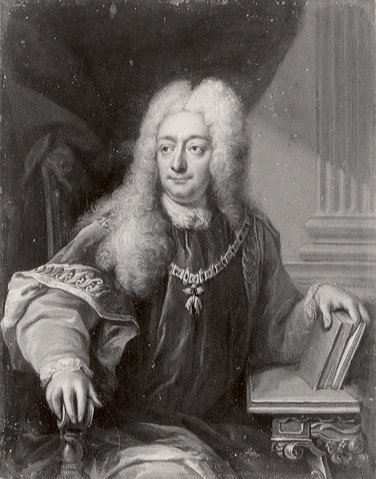
Il Conte Carlo Archinto.

Il Settecento fu l'epoca di dominio dei grandi proprietari terrieri che a Castellazzo erano costituiti da alcuni tra i più noti nomi dell'aristocrazia milanese come i Borri, gli Archinto (in particolare possidente di rilievo fu Carlo Archinto, conte di Tainate), i Carcano, i Frisiani e gli Stampa. In particolare questi ultimi si garantirono formalmente l'infeudazione del borgo attraverso il pagamento di una somma alla Regia Camera di Milano, com'era in uso all'epoca. L'agglomerato urbano ottenne così il predicato di "de' Stampi" che ancora oggi lo definisce storicamente.
Passato quasi indenne dalle epoche rivoluzionaria e napoleonica, il piccolo borgo di Castellazzo de' Stampi si ritrovò di colpo catapultato nel neonato Regno Lombardo-Veneto (1815) il quale apportò subito innovative riforme anche per le campagne: già dal 1833, nella vicina località di Cascina Pobbia, venne eretta la prima scuola rurale del territorio, diretta dalla parrocchia di Corbetta.
Nel 1855, si segnala che a Castellazzo "...le case sono costruite di muro, coperte di coppi con opportuni legnami. Non si tengono mercati, ne fiere, essendo il borgo generalmente agricolo..."
Gran parte delle proprietà terriere, dopo l'estinzione della famiglia Borri nel primo decennio dell'Ottocento, erano state suddivise tra i maggiori proprietari terrieri della borghesia cittadina corbettese, rappresentata in prima linea dai Mussi (Francesco Mussi, filantropo e zio della moglie di Carlo Dossi, il quale ne ereditò in seguito la residenza a Corbetta), i quali vantavano nel territorio castellazzese vasti appezzamenti di terreno. Si ebbero nella medesima epoca i primi acquisti da parte dei contadini locali.

### La Battaglia di Magenta

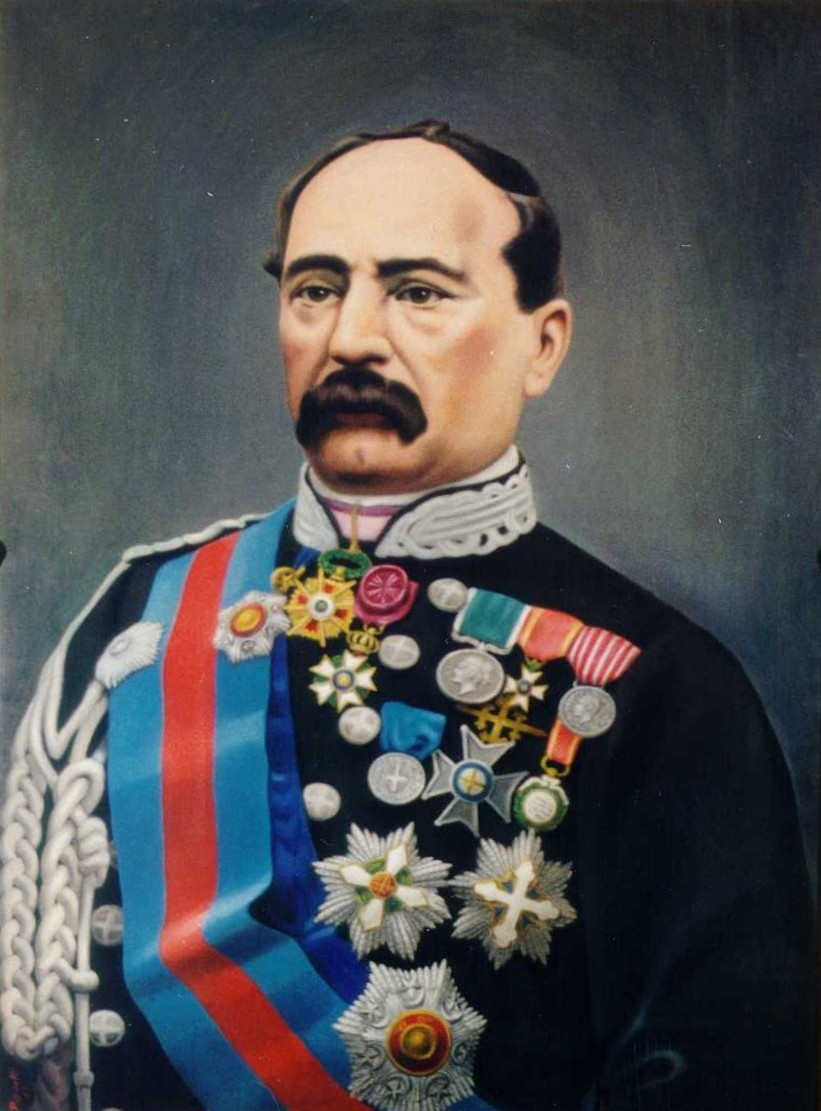
Il Generale Manfredo Fanti, le cui brigate entrarono a Castellazzo dopo la vittoria alla Battaglia di Magenta.

Seguendo le sorti della vicina Corbetta e degli altri paesi limitrofi, anche Castellazzo de' Stampi dovette affrontare i lunghi giorni di incertezze caratterizzati dalla Battaglia di Magenta, tenutasi appunto nella vicina città.
La Corte Grande fu ancora una volta protagonista degli avvenimenti storici della vita di Castellazzo: essa accolse le truppe austriache della brigata "Palffy" (guidate per l'appunto dal conte ungherese Aloys Pállfy de Erdöd), la quale era composta dal 12º reggimento degli ussari "Conte Haller" su quattro squadroni, dal 1º reggimento degli ulani "Conte Civaòrt" su sette squadroni e dalla 9ª batteria a cavallo del 3º reggimento.
Tali corpi d'armata non presero mai parte agli scontri di Magenta e coprirono semplicemente la ritirata agli austriaci quando, dopo la vittoria franco-piemontese del 4 giugno di quell'anno furono costretti alla fuga.
Essi erano comandati dal Generale Alessandro di Mensdorff.
A Castellazzo, verso la sera della battaglia, giunsero i bersaglieri della brigata "Piemonte", del Generale Mollard della 2ª Divisione del Generale Manfredo Fanti.
L'8 giugno 1859 Vittorio Emanuele II e Napoleone III fecero il loro solenne ingresso a Milano, prendendo possesso della Lombardia, strappata dopo oltre un secolo e mezzo al dominio austriaco.

### Dal Regno d'Italia ai giorni nostri

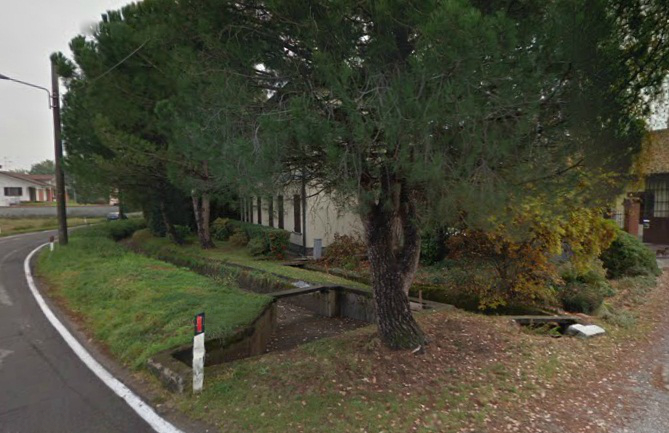
Opere di canalizzazione realizzate dal Canale Villoresi nell'Ottocento presso la Cascina Calati, sulla strada per Castellazzo de' Stampi

L'ingresso di Castellazzo de' Stampi nel Regno d'Italia, favorì notevolmente lo sviluppo della sua economia: per prima cosa, nel 1886, giunse anche a Castellazzo un tratto del Canale Villoresi, una delle più grandi innovazioni ottocentesche nel campo dell'irrigazione della Lombardia, a cui si aggiunse, tra il 1879 ed il 1880, la costruzione della tranvia interurbana a vapore Milano – Magenta/Castano Primo la quale correva non lontano dalla frazione.
Con l'inizio del nuovo secolo, venne inaugurata la nuova sede del circolo locale, detto appunto Circulìn, che sorgeva originariamente nel complesso della Cascina Nuova e che rappresentava l'unico punto di ritrovo attivo nel piccolo centro agricolo.
Attivo era anche il settecentesco forno situato nel centro del cortile della Corte Grande.

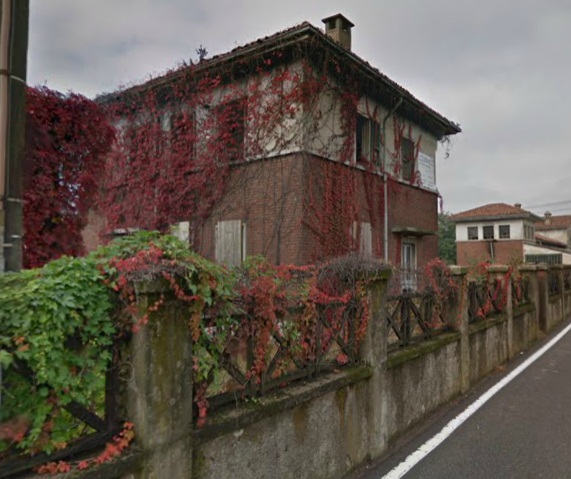
L'ex centrale ENEL a Castellazzo de' Stampi

Tra gli anni venti e trenta del XX secolo, inoltre, Castellazzo ricevette una nuova spinta all'agricoltura, primaria necessità che si era proposto il partito fascista per le aree rurali, inaugurando la famosa battaglia del grano, a cui si affiancò anche un primo complesso industriale, che a Castellazzo sorse non lontano dalla centralissima Piazza San Carlo: esso consisteva in una palazzina di stile che accoglieva una stazione Enel per lo smistamento dell'energia elettrica e per magazzinaggio , collegata con una linea telefonica privata che correva lungo la statale alla centrale Enel di Magenta.
Parallelamente a questo, presero a svilupparsi altre attività commerciali, prevalentemente a conduzione familiare, tra cui spiccava una prima rivendita sale e tabacchi.
Nel 1948, inoltre, il vecchio circolo venne trasferito in una nuova sede, spostandosi nell'attuale Via Fiume dove rimase stabile per quasi mezzo secolo, sino alla sua definitiva chiusura nel 1991; nel periodo di massimo splendore arrivò a contare oltre 80 soci.
Al 1953 corrispose la data di fondazione della Chiesa dei Santi Giuseppe ed Alfonso (poi detta semplicemente di San Giuseppe) che sorse in centro al paese, come luogo di culto della frazione.

## Monumenti e luoghi d'interesse

### Architetture religiose

#### Chiesa dei Santi Giuseppe e Alfonso

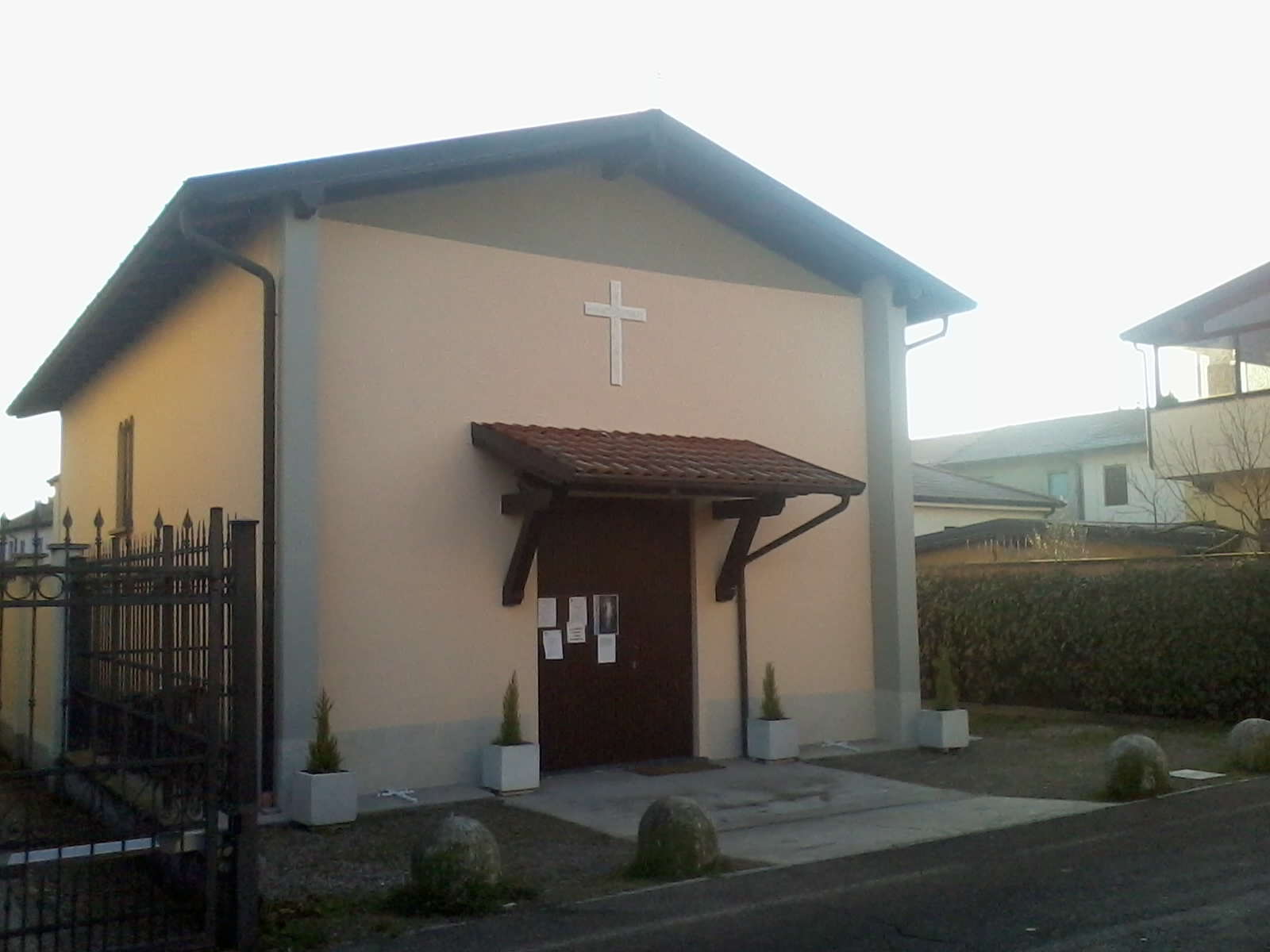
La facciata della chiesa dei Santi Giuseppe e Alfonso a Castellazzo de' Stampi nel 2009

La chiesetta dei Santi Giuseppe e Alfonso (detta comunemente di San Giuseppe) nella frazione di Castellazzo de' Stampi venne costruita tra il 1955 ed il 1957 per sopperire alle esigenze spirituali degli abitanti della frazione, che da fine Ottocento era andata espandendosi notevolmente. Il culto di San Giuseppe nella frazione si era sviluppato in realtà già in epoche precedenti e la visita del cardinale Pozzobonelli nel XVIII secolo testimoniò già l'esistenza di un'immagine votiva nella cascina principale della frazione, detta Curta Granda. La dedicazione anche a Sant'Alfonso, si deve invece alla donazione del terreno su cui sorse il tempio sacro ad opera di Alfonso Marmonti, benemerito cittadino locale. La costruzione di questa chiesa, sopperì all'abbattimento di un altro luogo di culto dell'area, un tempo rappresentato dalla chiesa del Sacro Cuore della Cascina Nuova, posta lontana dal centro della frazione e risalente ai primi del Novecento, abbattuta negli anni Settanta con la cascina stessa ma già caduta in disuso dagli anni '50. La cappella è stata completamente restaurata nel 2015 grazie al contributo della popolazione locale e del comitato di frazione.

Interno della chiesa con l'altare maggiore con la pala dedicata a San Giuseppe

L'esterno, in forme semplici, è rappresentato da una facciata a capanna (che negli anni '70 andò a sostituire la precedente con tetto a botte) decorata unicamente dalla presenza di una piccola tettoia in legno e tegole sovrastante l'ingresso alla chiesa, sopra la quale si trova una croce marmorea dipinta. La struttura dispone anche di un piccolo campanile laterale, al concerto di una campana.
L'interno è decorato con alcuni affreschi alle pareti che rappresentano riquadri architettonici e dalla presenza di lesene scanalate di stile corinzio di colore bianco e oro che fingono di sostenere la struttura. Sono presenti anche dalle statue di San Giuseppe, della Madonna e del Sacro Cuore di Gesù. La volta della navata, mantenuta a botte secondo il progetto originario, conduce dall'ingresso sino al presbiterio, distinto dal resto della cappella da un'elegante balaustra di marmo grigio e da un ulteriore arco a tutto sesto in senso trasversale, che introduce all'area dell'altare. La mensa per le celebrazioni, in marmo grigio, è stato costruita in forme moderne e si trova sopraelevata su una piattaforma di marmo nero e marmo rosso di Verona rispetto al pubblico,  mentre quella preconciliare si trova addossata alla parete di fondo della chiesa, sovrastata da una grande pala d'altare raffigurante "San Giuseppe che tiene per mano Gesù Bambino" di ispirazione murilliana, affiancato da quattro ampie monofore a vetrate azzurre che danno luce all'interno della cappella.
La chiesetta dispone anche di una piccola sacrestia e di piccolo appezzamento di terra in funzione di giardino retrostante l'edificio; la chiesa si trova nei pressi dell'unica piazza della frazione, piazza San Carlo.
La chiesa accoglie settimanalmente la messa domenicale. Qui, annualmente, si svolge la messa e la processione in onore di San Giuseppe, patrono della frazione. La chiesa, attualmente, non gode di un'amministrazione parrocchiale propria e come tale (come del resto altre chiese sul territorio corbettese definite "sussidiarie") si basa sull'amministrazione dei sacramenti operata dalla Chiesa prepositurale di San Vittore Martire di Corbetta.

### Architetture civili

#### LaCurta Granda

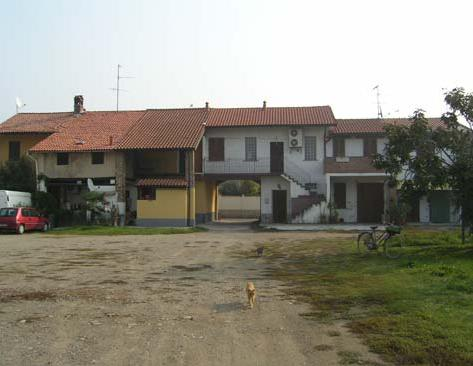
L'antico ingresso alla Curta Granda l'unico conservatosi intatto dal Settecento

La Curta Granda (o Corte Grande o Cascina Grande) è tra le cascine più importanti di Castellazzo de' Stampi e la maggiore per valenza storica e culturale.
Essa sorse nel 1775 per volontà della famiglia Borri, che smantellò l'antico castello del XIII secolo per adibirlo a costruzione rurale. L'evento è ancora oggi ricordato da un'epigrafe scolpita su una lastra di serizzo posta sull'antico ingresso principale, visibile dall'attuale Piazza San Carlo. Malgrado questo il complesso mantenne la medesima planimetria del precedente edificio, a corte chiusa, con alcune strutture difensive come piccole torrette che permanevano ancora nell'Ottocento e che erano utilizzate come piccionaie.
La struttura, subì profondi cambiamenti a partire proprio dall'Ottocento, con la frazionatura degli appartamenti interni conseguenti alla vendita operata dalla famiglia Borri ai Salazar di Vittuone e poi agli eredi di questi, i nobili Venini.
La corte interna, ampia e spaziosa, presenta il complesso delle stalle ubicato lontano dalle abitazioni, una pompa per l'acqua a mano e un forno settecentesco con la volta interna interamente in cotto, unico e splendido esempio dell'area del corbettese.
Sino all'Ottocento, essa ha rappresentato praticamente l'unico nucleo abitativo dell'intera area del centro di Castellazzo de' Stampi ed era con tutta probabilità anche la sede ufficiale del Console comunale che sovrintendeva all'amministrazione del comune di Castellazzo sino al 1757.

#### Cascina Carolina

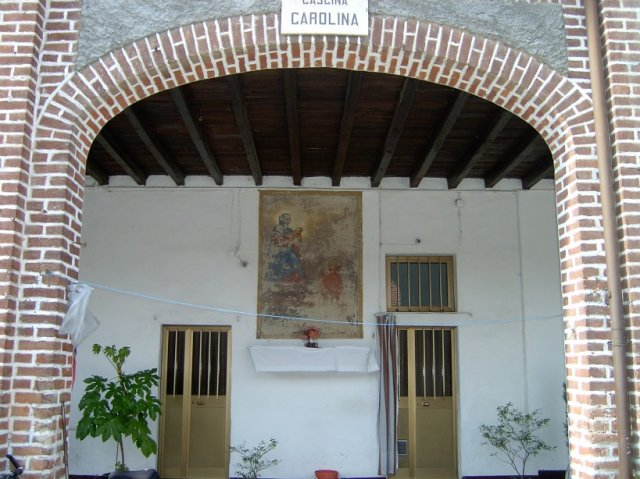
Il porticato della Cascina Carolina col dipinto ottocentesco

Sicuramente una delle più belle e meglio conservate dell'area, sebbene non antica quanto la precedente, la Cascina Carolina rappresenta oggi un nucleo fondamentale per l'architettura rurale corbettese.
Costruita su due livelli abitativi scanditi da arcate in mattoni a vista finemente decorate in un gioco di luci ed ombre, la cascina dispone anche di ampie stalle che si propongono al visitatore lungo la strada principale che la collega con la Curta Granda e la vicina Cascina Marzorata.
Il nucleo è noto soprattutto per ospitare una delle più famose immagini votive del castellazzese e senz'altro la più ricca di storia: l'affresco, risalente con tutta probabilità all'Ottocento, è di autore ignoto e probabilmente popolare e rappresenta San Carlo Borromeo in atteggiamento di offerta verso la Madonna col Bambino, indubbiamente a ricordare non solo la presenza ed il forte valore religioso della Madonna del Santuario di Corbetta, ma soprattutto la visita del Santo Cardinale avvenuta sul finire del XVI secolo.

### Cascina Cucca o Calzolari
Splendida cascina risalente al XVIII secolo, la Cascina Cucca deriva il proprio nome dai vari passaggi di proprietà succedutisi nel corso dei secoli: essa fu inizialmente eretta dalla famiglia dei Calzolari, proprietari terrieri locali, e passò poi ai Cucchi di Corbetta.
L'edificio, a pianta a "L" si distingue particolarmente per l'area padronale che presenta decorazioni raffinate come finestre ad arco a sesto acuto con vetri colorati e cornici marcapiano in pietra.

## Economia
A Castellazzo de' Stampi nel 2021 risultava occupato il 94.7% dei residenti in età lavorativa.
L'economia del paese è stata in passato quasi esclusivamente agricola e lo è in buona parte ancora oggi, in particolare con coltivazioni di cereali quali frumento e mais, anche se diffuso permane essere l'allevamento praticato nelle cascine, in particolare di bovini e suini.
Un tempo si coltivavano in maniera intensiva anche riso, segale, avena, ravizzone, colza, lino, canapa, oltre a rinomati allevamenti di bachi da seta.
Col tempo le attività economiche sul borgo sono andate drasticamente riducendosi: un tempo, infatti, si trovavano a Castellazzo, oltre alla già citata centrale Enel, anche il circolo locale, un'osteria e una rivendita di sali e tabacchi.
Oggi l'unico esercizio commerciale della frazione, situato in periferia, presso la Cascina Cucca, è un pub. 
Altre attività imprenditoriali sono costituite da diverse ditte che si occupano di levigazione di pavimenti, di impianti elettronici a basso consumo energetico e di antennistica.
I principali centri economici del borgo, oltre alla piazza, erano le cascine, le quali si estendevano numerose sul territorio e che ancora oggi si possono enumerare: Corte Grande, Nuova (oggi abbattuta), Mussi o Carcano, Cucca o de' Cucchi, Eta (oggi abbattuta), Carlotta, Carolina, Bertana, da la Mésa e Bottesina. Sulla strada per Corbetta sono poste le cascine Novella e Caprera.

## Lo stemma

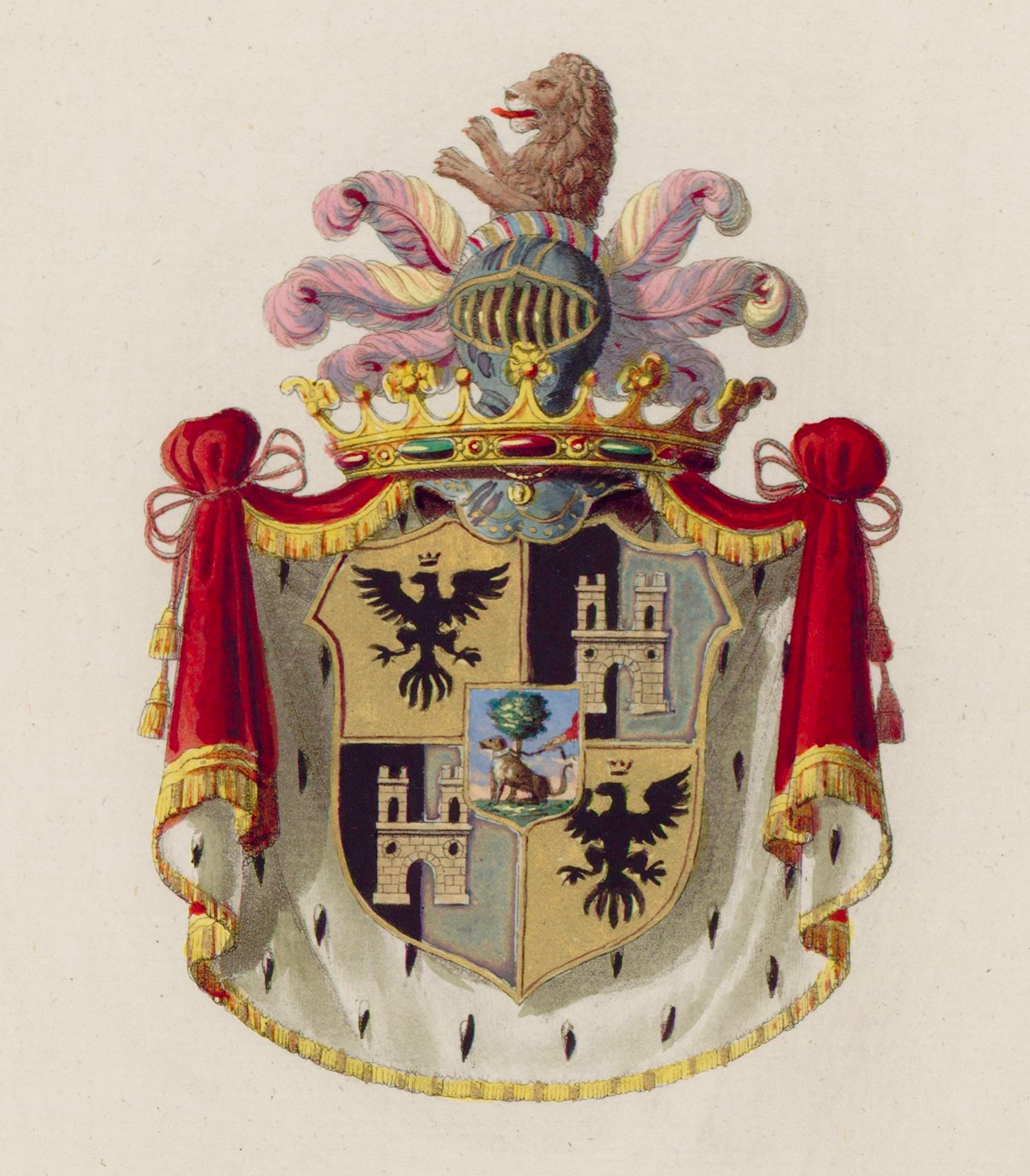
Stemma dei marchesi Stampa di Milano.

L'antico stemma del Comune di Castellazzo de' Stampi, corrispondeva sostanzialmente a quello gentilizio dei marchesi Stampa, feudatari del borgo.
Esso consisteva in un inquartato di cui al primo ed al quarto partito spicca un campo d'oro all'aquila di nero, mentre al secondo ed al terzo si trova un partito di verde e d'argento ad un castello o torre (a seconda delle versioni), al naturale, merlato alla ghibellina, sulla partizione.
Dalla soppressione del comune nel 1757 e sino al 1993 lo stemma della frazione, ha coinciso con quello del comune di Corbetta, mentre proprio dalla data di fondazione del comitato di frazione, è stato creato il nuovo simbolo che ancora oggi campeggia nella cotta d'arme del borgo: esso consiste in un campo d'argento alla spiga dorata, uscente da due frecce verdi incurvate, unite in un'unica punta verso il basso.
La spiga è indubbiamente l'elemento più forte dello stemma, che accompagnando il gesto delle frecce, radica la frazione e i suoi abitanti alla tradizione agricola del borgo ed alla sua attenzione alla natura.

## Il fontanile Borra

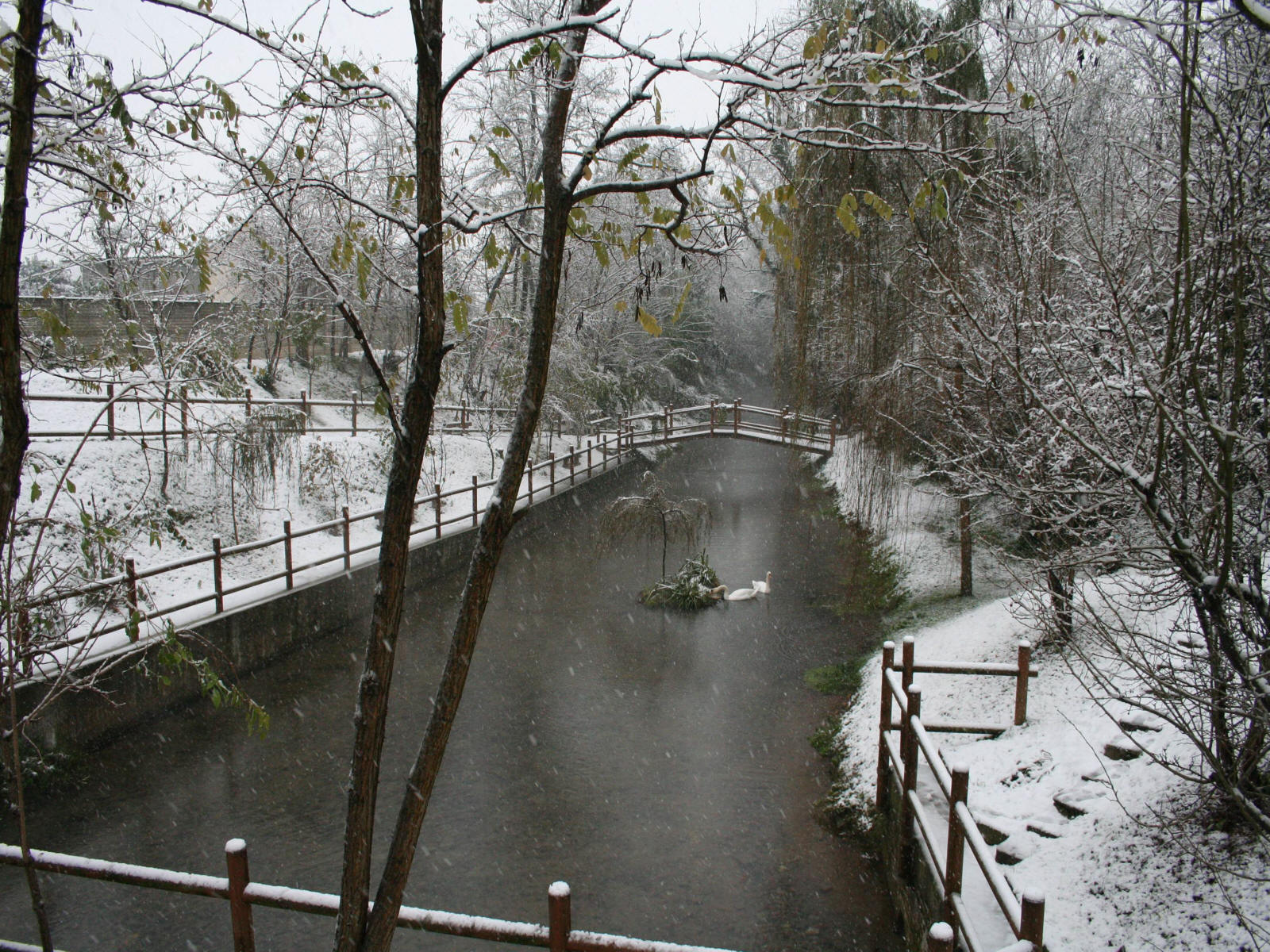
Il fontanile Borra dopo i recenti restauri (durante la nevicata del dicembre 2008).

Una delle maggiori attrazioni che sicuramente hanno contribuito a rendere celebre Castellazzo de' Stampi sul territorio corbettese, è indubbiamente il fontanile Borra, corso d'acqua principale che scorre nel territorio della frazione.
Esso ha origini molto remote e viene segnalato come corso d'acqua per la prima volta nel 1269 sulle mappe dei rilievi delle acque realizzati sul territorio per l'escavazione del non lontano Naviglio Grande.
Esso prendeva tradizionalmente nome dalla famiglia Borri (come si è detto maggiore proprietaria delle terre di Castellazzo da epoche remote) oppure, secondo un'etimologia latina, dal termine borro che stava ad indicare per l'appunto un corso d'acqua.
Dai rilievi comunali realizzati in materia nel 2006 è emerso che ad oggi, il fontanile di Castellazzo è il meglio conservato sul territorio comunale di Corbetta, anche a seguito delle opere di restauro naturalistico-conservativo apportate negli ultimi anni dal comitato locale.
Anche nei recenti restauri, l'intervento dell'uomo si è ridotto al minimo: per rendere più piacevole l'ambiente sono stati creati spazi di ritrovo e un percorso che consenta di illustrare da vicino l'intero corso della "testa" del fontanile, attraversandolo attraverso un piccolo ponte di legno, che costeggia anche una terrazza panoramica da cui è possibile godere un panorama d'insieme del complesso naturalistico.
Tracce dell'antica urbanizzazione del fontanile (risalenti soprattutto alla fine dell'Ottocento) si possono trovare lungo tutto il suo percorso, e in particolare sull'antico attraversamento del corso d'acqua, posto a circa 300 metri dall'attuale ponte in legno, seminascosto dalle fronde degli alberi, che consiste ancora oggi in un grande lastrone di granito accompagnato da un segnalivello per controllare l'innalzamento del letto del fontanile.
Nei pressi, si può ammirare anche un ponte sopraelevato per consentire il passaggio dell'acqua d'irrigazione proveniente da Corbetta verso i campi di Castellazzo de' Stampi.

### Fauna e flora nel fontanile Borra

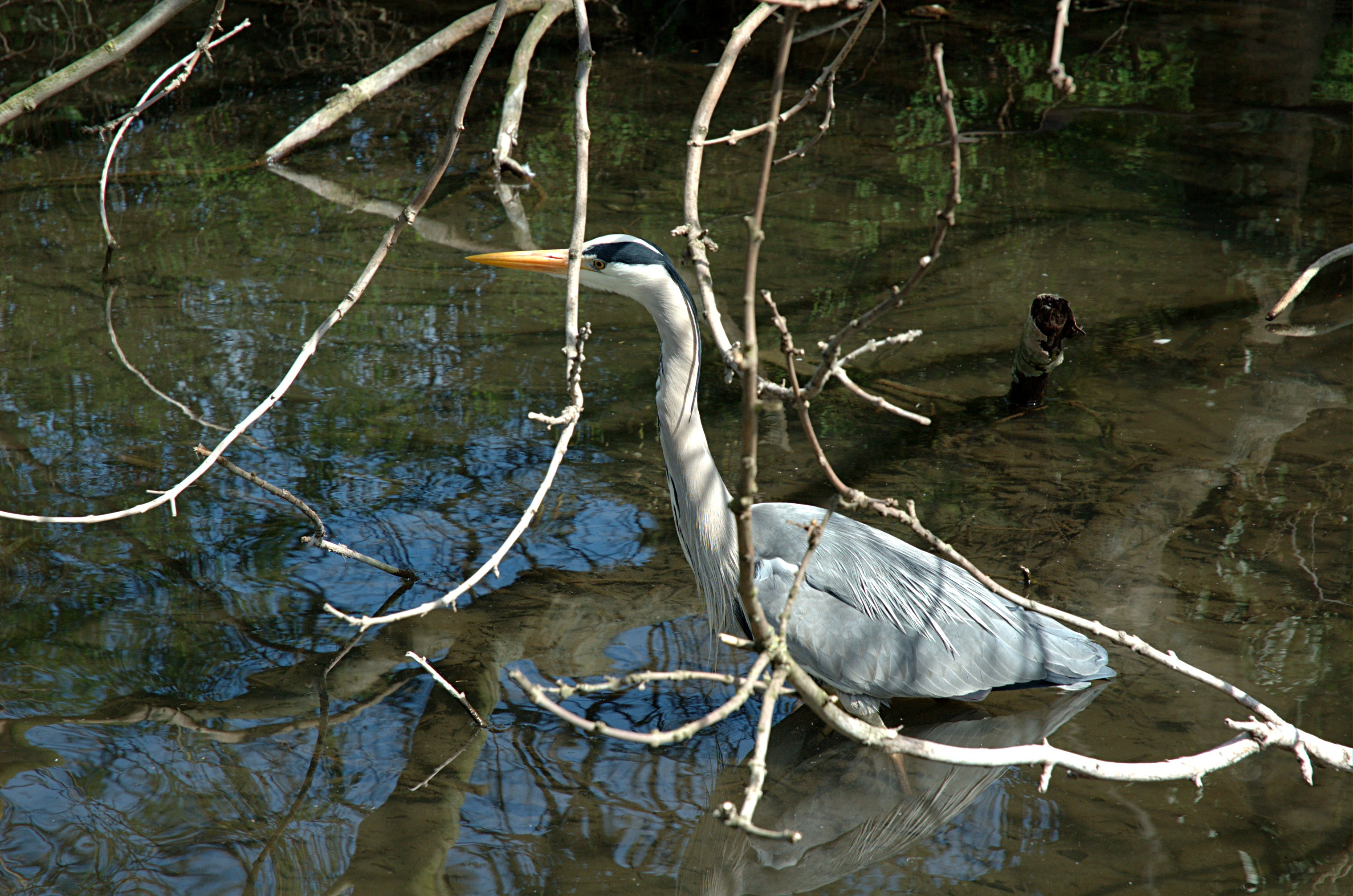
Un airone cinerino

L'area del fontanile, che si estende per quasi un chilometro anche nel territorio corbettese, è stata dichiarata riserva naturale e come tale ospita al proprio interno numerose specie animali tipiche: tra i pesci si riscontrano cavedani, carpe, scazzoni, carassi, vaironi, alborelle, sanguinerole e ghiozzi, mentre tra i volatili fanno la loro comparsa gallinelle d'acqua, germani, aironi, poiane, cormorani, picchi e civette, oltre alla presenza di scoiattoli della specie grigia nordamericana e nutrie.
Ultimamente hanno fatto il loro ingresso al fontanile anche due cigni reali.
Per quanto riguarda le specie arboree presenti nell'area del fontanile, la più diffusa è certamente dal XVIII secolo la robinia, la quale però in questo ambiente accompagna anche alcune altre specie autoctone note ai più come melo, sambuco, nespolo, nocciolo, quercia, gelso, acero, noce, pruno, agrifoglio, salice piangente, castagno, betulla, o altre oggi meno diffuse quali frassini, biancospini, ontani, bagolari, ibischi, gelsi di carta, calicanti, pitosfori, corbezzoli, azzeruoli. Sono presenti diffusamente fiori spontanei di sottobosco come la Dactylorhiza romana.
Sono presenti moltissime piante d'acqua come la Lemna minor, il Ceratophyllum demersum, la Chara hispida, la Egeria densa o la Vallisneria gigantea.

## Società

### Evoluzione demografica
Durante l'ultimo censimento del 2021 Castellazzo de' Stampi contava 800 abitanti, compresi nel totale dei 18.740 residenti nel comune di Corbetta, dei quali 417 maschi e 383 femmine.
Nella sua storia, il piccolo borgo ha sempre avuto un'evoluzione demografica tutto sommato crescente, nella quale si registra un picco iniziale dal 1881 al 1911 per via dell'industrializzazione del vicino paese di Corbetta che portò nuovi cittadini e nuovi posti di lavoro anche per i residenti a Castellazzo, tra le due guerre si assiste ad un periodo di stasi che terminerà con il boom economico, dove si ebbe un'ulteriore ripresa della crescita della popolazione.
Gli ultimi censimenti comunali, hanno ravvisato un notevole aumento della popolazione (quasi il 50%) sul suolo castellazzese in soli trent'anni rispetto agli anni '70 del Novecento, essenzialmente per la presenza di nuove unità abitative costruite.
"Abitanti censiti"

Età della popolazione (2011)

### Etnie e minoranze straniere
Al 1º gennaio 2021 risiedevano a Castellazzo de' Stampi 22 cittadini stranieri pari a circa il 2,7% della popolazione totale della frazione. Di questi, 12 provengono dall'Europa, 5 dalle Americhe, 3 dall'Africa e 2 dall'Asia. Nei dati ufficiali non sono considerati gli stranieri irregolari.

### Lingue e dialetti
Nella frazione è relativamente diffuso il dialetto milanese, mentre è molto presente il dialetto corbettese che differisce dal primo in più punti. Come tutti i dialetti lombardi occidentali, anche il corbettese è sostanzialmente una lingua romanza derivata dal latino..

### Religione
La maggioranza della popolazione è cattolica. L'immigrazione di cittadini comunitari ed extra-comunitari ha portato all'insediamento di minoranze di musulmani e ortodossi.
Nella frazione è presente una chiesa sussidiaria cattolica (appartenente alla parrocchia di Corbetta, nell'Arcidiocesi di Milano).

## Il Comitato di Castellazzo de' Stampi
Nel 1993, sulle ceneri di un precedente Circulìn, opera il Comitato di Frazione di Castellazzo de' Stampi, un'associazione di privati finalizzata alla promozione del territorio e alla tutela delle sue tradizioni. In tali attività il comitato si affianca all'amministrazione comunale di Corbetta pur rimanendo un organismo apolitico. Il comitato di frazione pubblica il trimestrale Abassavoce, distribuito sul territorio della frazione, trattante tematiche di interesse locale e comunale. Nei consigli comunali, il comitato di frazione si avvale della figura del Consigliere delegato per i rapporti con le frazioni, oltre al rapporto diretto tra presidenza del comitato e sindaco.
- Sede del Comitato di Quartiere - G. Di Vittorio, 1 - 20011 Corbetta (MI)

### Elenco dei presidenti del Comitato di Frazione di Castellazzo de' Stampi
| nome         | carica     | dal  | al        |
| ------------ | ---------- | ---- | --------- |
| Marco Ceruti | presidente | 1993 | in carica |

## Eventi e cultura

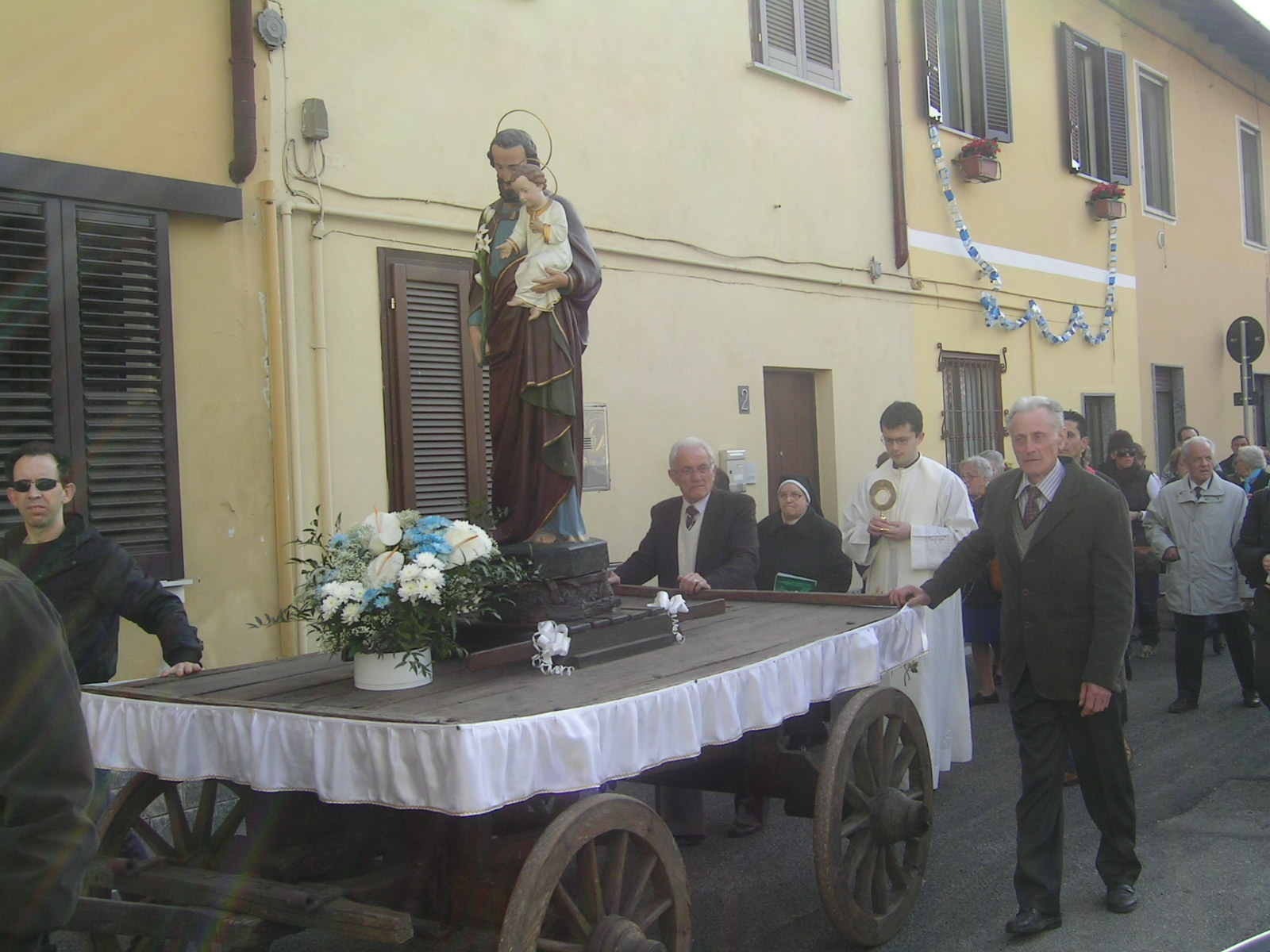
La caratteristica processione con la statua di San Giuseppe a Castellazzo de' Stampi

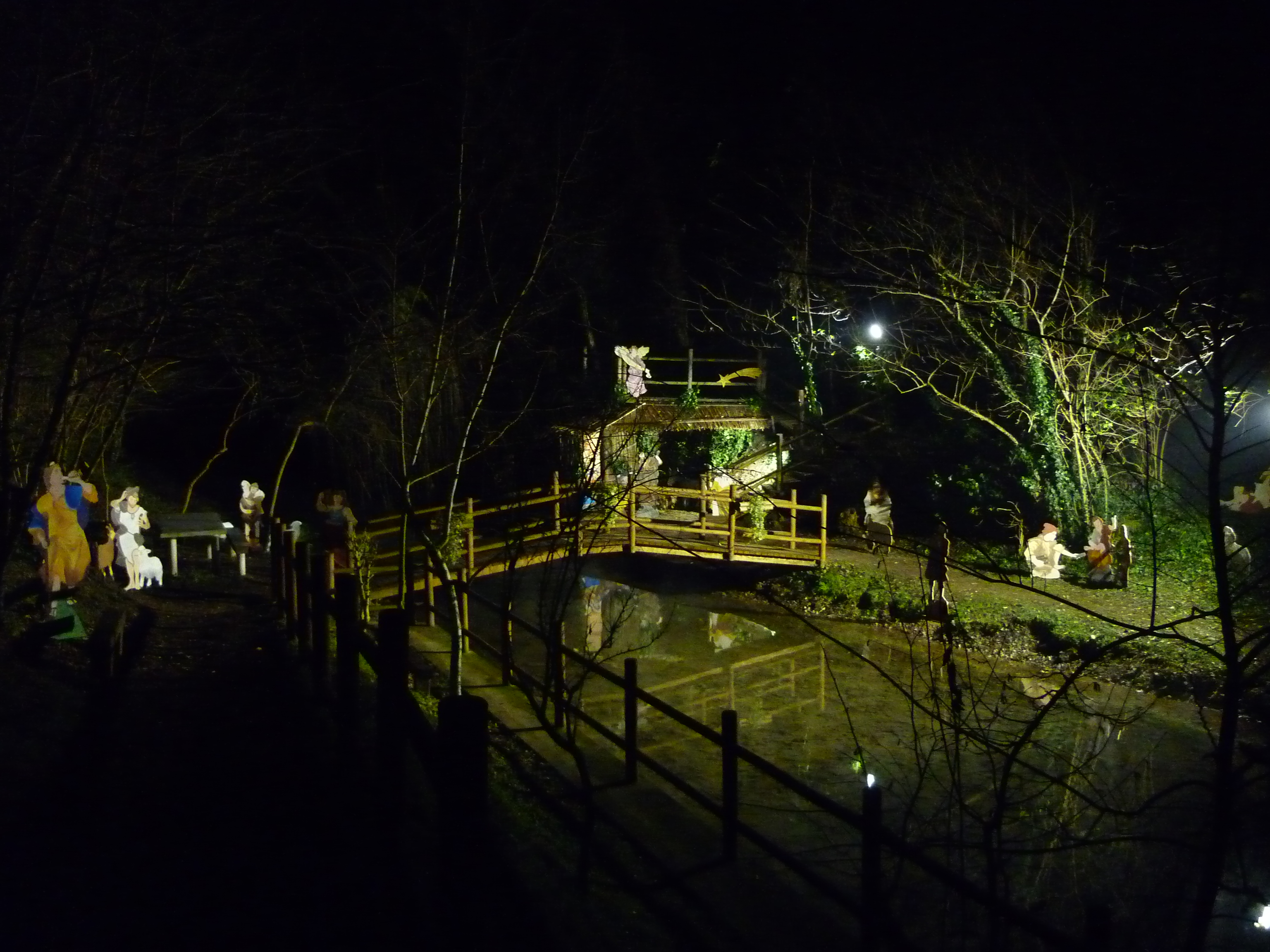
Il suggestivo presepe sul fontanile Borra

I principali eventi di Castellazzo includono le seguenti iniziative:
- 6 gennaio: Festa della Befana
- 17 gennaio: Falò di Sant'Antonio
- 19 marzo: Festa patronale di San Giuseppe
- inizio giugno: Premio Territorio e Premio Culturale Città di Corbetta: consegna dei premi annuali ai benemeriti del borgo e iniziative culturali
- inizio novembre: Castagnata: castagne e musica presso il parco comunale di Via Zara
- 8 dicembre: accensione del presepio sul fontanile
- 25 dicembre - Natale: alla mattina festa in piazza, panettone e vin brulé. Processione al presepio sull'acqua del fontanile e benedizione natalizia. Santa Messa.

### Istruzione
La frazione di Castellazzo de' Stampi non dispone di istituti scolastici. La scuola più vicina era un tempo sita nella vicina località di Cascina Pobbia dove era sorta nell'Ottocento rimanendo attiva sino agli anni '60 del Novecento. Attualmente le uniche alternative sono da ricercarsi nei paesi vicini, soprattutto a Corbetta, Vittuone e Magenta.

### Musica, spettacolo e cultura locale
Durante l'anno, in più occasioni, il corpo filarmonico di Corbetta si esibisce in concerti sul territorio castellazzese, tra i quali quello in occasione dell'annuale "Premio Territorio". Sino al 2017, gruppi di musica popolare e neomelodica erano attivi durante la Festa di San Giuseppe (19 marzo), occasione nella quale si riunivano anche compagnie di teatro popolare e dialettale. In occasione della festa patronale della frazione si allestiscono nel parco locale momenti ricreativi e culturali come mostre ed esibizioni.

### Sport
Le attività sportive della frazione vengono svolte prevalentemente nel parco comunale di via Zara e presso il campo sportivo, il secondo per estensione dell'intero territorio comunale, dotato anche di un campo da bocce. 
A Castellazzo ha sede l'associazione ciclistica Veloclub di Corbetta. Un tempo, a livello sportivo amatoriale, era anche organizzata la corsa ciclistica del "Trofeo San Giuseppe" che percorreva buona parte delle vie del borgo.

## Infrastrutture e trasporti
Castellazzo de' Stampi, assieme a Corbetta, è stato da sempre un punto di passaggio tra i due nodi principali dell'economia italiana, Milano e Torino, anche se solo negli ultimi due secoli si è sviluppato un sistema stradario efficiente che facesse del piccolo borgo un centro facilmente raggiungibile.
Castellazzo è raggiungibile:
- In auto

Autostrada Milano - Torino

uscita Arluno

Strada Provinciale

ex Strada Statale 11
Castellazzo de' Stampi non dispone di stazioni ferroviarie né di fermate di autobus di linea ATM o ATINOM. La più vicina stazione ferroviaria, benché la frazione sia sita nel comune di Corbetta, è quella di Vittuone-Arluno, mentre la fermata bus più vicina si trova nella località Cascina Pobbia.
La frazione gode però del servizio scuolabus promosso dal comune di Corbetta con due fermate (una in Piazza San Carlo e una presso Via Franciosti) e del servizio bus del sabato mattina, che consente ai molti anziani della frazione di raggiungere i punti più salienti della vicina Corbetta ed il mercato locale.